# 아프리카의 탈식민지화

애니메이션 지도는 1950~2011년 아프리카 국가들의 독립 순서를 보여준다.

아프리카의 탈식민지화(영어: Decolonisation of Africa)는 1950년대 중후반에서 1975년 사이에 일어났으며, 식민주의 정부가 주권국으로 변함에 따라 아프리카에서 갑작스럽고 급진적인 정권 교체와 함께 일어났다. 이것은 종종 조직적으로 이루어지지 않았고 폭력과 정치적 혼란으로 얼룩졌다. 프랑스령 알제리의 알제리 전쟁, 포르투갈령 앙골라의 앙골라 독립 전쟁, 벨기에령 콩고의 콩고 위기, 영국령 케냐 식민지의 마우 마우 봉기 등 북부 및 사하라 이남 식민지 모두에서 조직적인 반란이 일어나면서 광범위한 불안이 있었다.

## 배경
| 벨기에령 | 이탈리아 식민제국령 |
| 영국령   | 포르투갈령          |
| 프랑스령 | 스페인령            |
| 독립국   |                     |

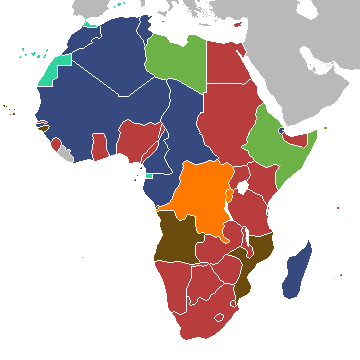
1939년 유럽의 통치영역

1870년에서 1900년 사이에 발생한 아프리카 분할은 거의 모든 아프리카의 영토가 소수의 유럽 국가들에 의해 지배되면서 끝났다. 유럽의 국가들이 갈등을 피하면서 가능한 한 많은 땅을 확보하기 위해 경쟁하면서, 아프리카의 분할은 1885년 베를린 회담에 의해 확정되었는데, 이때 지역의 문화적 차이와는 전혀 고려하지 않고 분할되었다. 1905년까지, 거의 모든 아프리카 영토의 지배는 서유럽 정부들에 의해 권리가 주장되었는데, 유일한 예외는 라이베리아(아프리카계 미국인의 전 노예들에 의해 세워진 국가)와 에티오피아 제국(1936년  이탈리아에 의해 점령됨)이다. 영국과 프랑스가 가장 많은 영토를 가지고 있었지만 독일 제국, 스페인, 이탈리아, 벨기에, 포르투갈도 식민지를 가지고 있었다. 식민주의와 제국주의의 결과로, 아프리카의 대다수는 금이나 고무와 같은 천연자원에 대한 주권과 통제권을 상실했다. 지역 경제를 중심으로 한 제국주의 정책이 도입되면서 자원의 착취와 값싼 노동력 때문에 지역 경제가 실패하게 되었다. 독립을 향한 진전은 20세기 중반까지 더디게 진행되었다. 1977년까지 총 54개의 아프리카 국가들이 유럽의 지배로부터 분리독립하였다.

## 원인

### 외부적 원인
세계 대전 동안, 아프리카 군인들은 제국 군대로 징집되었다. 이것은 더 깊은 정치적 인식과 더 큰 존중과 자결권에 대한 기대로 이어졌고, 대부분 성취되지 않은 채로 남았다. 1941년 대서양 회의 동안, 영국과 미국의 지도자들은 전후 세계에 대한 아이디어를 논의하기 위해 만났다. 루스벨트 대통령이 추가한 조항 중 하나는 모든 국민이 자결권을 갖고 있다는 것으로 영국 왕령식민지들에게 독립의 희망을 불어넣었다.
1941년 2월 12일, 미국 대통령 프랭클린 D. 루스벨트와 영국 총리 윈스턴 처칠은 전후 세계에 대해 논의하기 위해 만났다. 결과는 대서양 헌장이었다. 이것은 조약도 아니었고 영국 의회나 미국 상원에 비준을 위해 제출되지 않았지만, 알고 보니 널리 찬사를 받은 문서였다. 루스벨트가 도입한 조항 중 하나는 제국 식민지의 자치권이었다. 제2차 세계 대전 이후 미국과 아프리카 식민지들은 영국에게 대서양 헌장의 조건을 준수하도록 압력을 가했다. 전쟁이 끝난 후, 몇몇 영국인들은 아프리카 식민지를 열등하다고 여겼다. 영국의 식민지인들은 그 식민지의 지역적 차원에서 민주 정부를 도입했다. 영국은 동의할 수밖에 없었지만 윈스턴 처칠은 대상국에 대한 보편적인 자결권의 적용을 거부했다. 그는 또한 헌장은 대영제국이 아닌 독일의 점령 국가에만 적용된다고 말했다.
나아가 나이지리아 식민지, 세네갈, 가나(영국령 골드코스트) 등의 식민지는 전쟁으로 식민지 세력이 약해지자 자치권을 추진하였다.

### 내부적 원인
초기 아프리카 민족주의자들에게는 탈식민지화는 도덕적 의무였다. 1945년 제5차 범아프리카 회의는 식민주의의 종식을 요구했다. 대표단에는 가나, 케냐, 말라위의 미래 대통령과 국가 활동가들이 포함되었다.
식민지에서의 경제 착취로 인해 유럽은 가나의 채굴 이익을 내부 개발 대신 주주들에게 얻어내 지역 사회경제적으로 큰 불만을 일으켰다. 그럼에도 불구하고 대서양을 순찰하는 유보트가 유럽으로 가는 원자재 수송을 줄이자 지역 아프리카 산업과 마을이 팽창했다. 차례로 도시 공동체, 산업계, 노동조합이 성장하면서 문맹률이 줄고 교육이 향상되어 독립신문업으로 이어졌다.
실제로 1930년대에, 식민지 열강들은 서양 대학에서 교육받고 자결권과 같은 사상에 정통한 소수의 엘리트 지도자들을 때로는 무심코 양성했다. 독립의 길을 걸어가는 경우도 있었고, 식민지 열강과의 정착된 조치가 마련되었다. 이들 지도자들은 독립을 위한 투쟁을 이끌기 위해 왔고, 조모 케냐타(케냐), 콰메 은크루마(골드코스트, 현재의 가나), 줄리어스 니에레레(탕가니카, 현재 탄자니아), 레오폴 세다르 상고르(세네갈), 은남디 아지키웨(나이지리아) 등 대표적인 아프리카 국민주의자들이 포함되었다.

## 경제적 유산
아프리카의 경제적 성과에 대해 식민주의와 식민지 제도의 유산을 조사해 온 방대한 문학 단체가 있으며, 수많은 연구들이 식민주의의 경제적 효과를 논쟁적으로 보여준다.
식민주의의 경제적 유산은 수량화하기 어렵고 논쟁의 대상이 되고 있다. 근대화 이론은 식민지 열강들이 아프리카를 세계 경제에 통합하기 위해 인프라를 구축했다고 주장하지만, 이는 주로 착취를 목적으로 건설되었다. 아프리카 경제는 식민지 지배자에게 이득을 보게 구조되었고, 잉여금은 빼돌릴 가능성이 높아서 자본 축적을 억제했다. 종속 이론은 대부분의 아프리카 경제가 잠비아의 구리, 케냐의 차와 같은 1차 상품에 의존하여 독립 후에도 세계 경제에서 하위적인 위치를 계속 차지하였음을 시사한다. 이러한 지속적인 의존과 불공정한 거래 조건에도 불구하고, 18개 아프리카 국가들을 대상으로 한 메타분석 결과 독립 이후 3분의 1이 경제 성장을 경험했다.

## 사회적 유산

### 언어
Dellal (2013년), Miraftab (2012년), Bamgbose (2011년) 등 학자들은 아프리카의 언어적 다양성이 침식됐다고 주장해왔다. 언어는 서구 식민 지배 세력들에 의해 영토를 분할하고 새로운 정체성을 창조하는데 사용되어 왔고, 이것은 아프리카 국가들 사이의 갈등과 긴장을 가져왔다.

### 법
독립 직후에 아프리카 국가들은 대부분 식민통치 시절의 법을 유지했다. 그러나 2015년까지 많은 식민지 관련 법률들이 지역적으로 쓰여진 법들로 대체되었다.

## 독립으로의 전환
제2차 세계 대전 이후, 많은 영토들이 유럽으로부터 독립을 얻으면서 급속한 탈식민지화가 아프리카 대륙을 휩쓸었다.
1941년 8월 미국 대통령 프랭클린 D. 루스벨트와 영국 총리 윈스턴 처칠은 그들의 전후 목표를 논의하기 위해 만났다. 그 회의에서, 그들은 대서양 헌장에 동의했는데, 부분적으로 그들은 "모든 국민이 그들이 살 정부의 형태를 선택할 권리를 존중하고, 그들은 강제로 빼앗긴 사람들에게 주권적 권리와 자치 정부가 회복되기를 바란다"고 규정했다. 이 협정은 아프리카 전역에서 민족주의가 성장함에 따라 제2차 세계대전 전후에 독립으로 가는 발판이 되었다.
전후 부채에 소비된 유럽 강대국들은 더 이상 아프리카 식민지를 통제하는 데 필요한 자원을 감당할 수 없었다. 이것은 아프리카 민족주의자들이 최소한의 사상자만으로 매우 신속하게 탈식민지화 협상을 할 수 있게 했다. 그러나 일부 지역은 독립을 위한 투쟁의 결과로 많은 사망자가 발생하였다.

## 대영제국

1959년 대영제국

### 가나
1957년 3월 6일, 가나(옛 영국령 골드코스트)는 사하라 이남 아프리카 국가 중 처음으로 유럽 열강들로부터 독립을 얻었다. 1945년 범아프리카 회의를 시작으로, 골드코스트의 영국과 미국식 교육을 받은 독립운동 지도자 콰메 은크루마는 그의 초점을 분명히 두었다. 이 회의의 선언문에서 그는 “우리는 모든 국민이 스스로를 통치할 권리를 믿는다. 우리는 모든 식민지 민족이 그들 자신의 운명을 통제할 권리를 긍정한다. 모든 식민지는 정치적이든 경제적이든 외국의 제국주의 통치로부터 자유로워야 한다.” 라고 적었다.

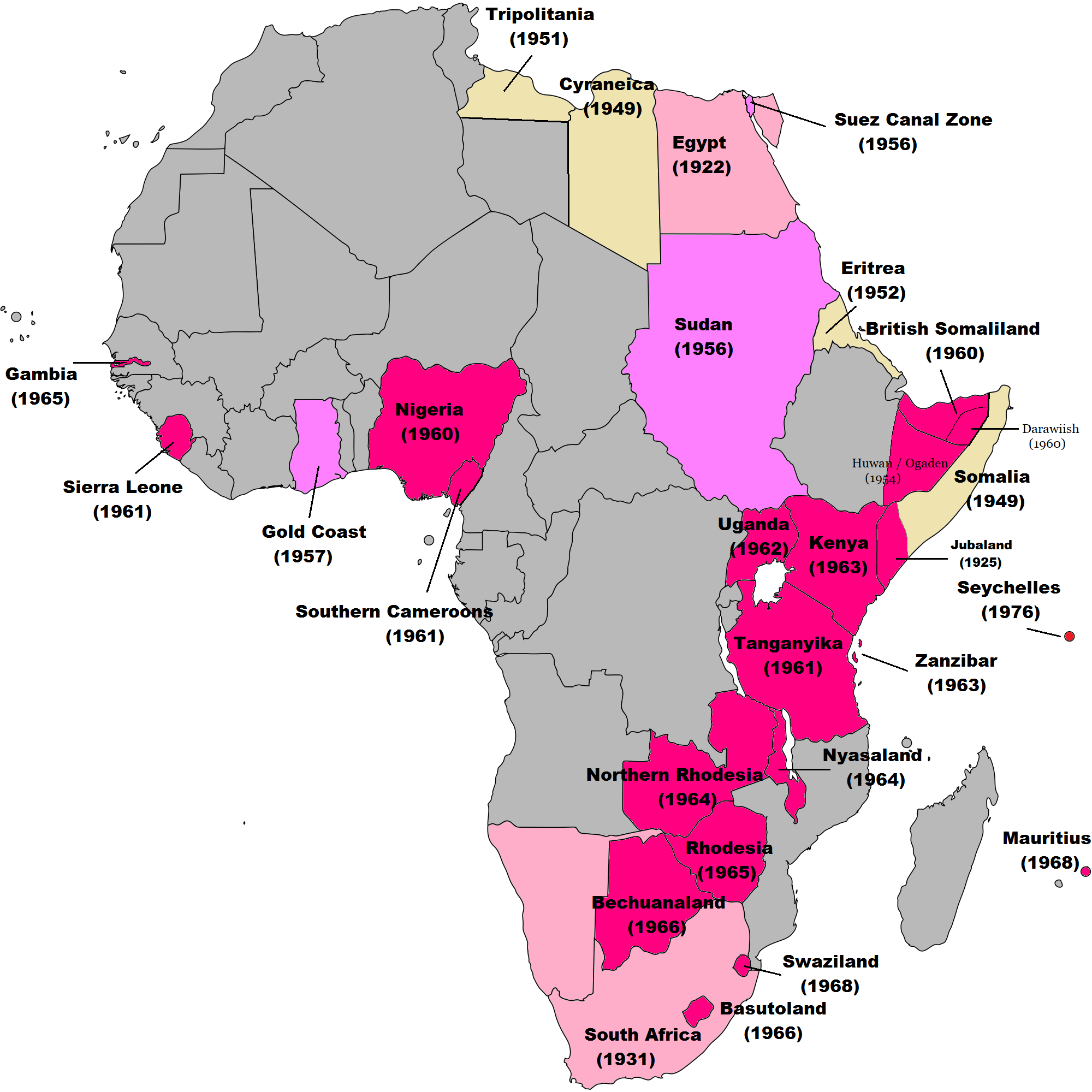
영국 식민지 중 아프리카의 탈식민지화. 1970년까지 모든 탈식민지화가 진행되었다.

1949년, 영국군이 아프리카 시위대에 사격을 개시했을 때, 그 갈등이 고조될 것이 분명했다. 이 지역에서 폭동이 일어났고 은크루마와 다른 지도자들이 결국 감옥에 갇혔을 때, 이 사건은 독립운동의 기폭제가 되었다. 출소 후 은크루마는 '이젠 자치정부를!'이라는 슬로건을 내걸고 대규모 독립운동을 전개한 컨벤션인민당(CPP)을 창당하였다. 국가 내에서 고조된 민족주의가 세력을 키웠고 정당도 크게 확대되었다. 1951년 2월, 컨벤션인민당은 당시 투옥된 은크루마의 의석을 포함해 선출된 총 38석 중 34석을 얻어 정치적 권력을 획득했다. 런던은 1951년 골드코스트 헌법을 개정하여 흑인들에게 입법부의 과반수를 주었다. 1956년 그들은 영연방 내부의 독립을 요청했는데, 1957년 은크루마를 총리로, 엘리자베스 2세 여왕을 주권자로 하여 평화적으로 승인되었다.

### 변화의 바람
해럴드 맥밀런 총리는 1960년 2월 남아프리카에서 유명한 "변화의 바람"이라는 연설을 했는데, 그곳에서 그는 "이 대륙을 통해 부는 변화의 바람"에 대해 말했다. 맥밀런은 프랑스가 알제리에서 벌이고 있는 것과 같은 식민지 전쟁을 한시라도 빨리 피하고 싶었다. 그의 총리직 하에서는 탈식민지화가 급속히 진행되었다.
영국의 남아 있는 아프리카 식민지들은 남로디지아를 제외하고 모두 1968년까지 독립을 승인받았다. 영국의 아프리카 남부와 동부지역 철수는 평화로운 과정이 아니었다. 케냐의 독립은 8년간의 마우 마우 봉기가 선행했다. 로디지아에선, 백인 소수민족에 의한 1965년 로디지아의 일방적인 독립선언으로 로디지아 내전이 일어나 1980년에 짐바브웨의 새로운 국가로서 인정된 독립을 위해 조건을 정한 1979년의 랭커스터 하우스 협정까지 지속되었다.

## 프랑스 식민제국

1959년 당시의 프랑스 공동체.

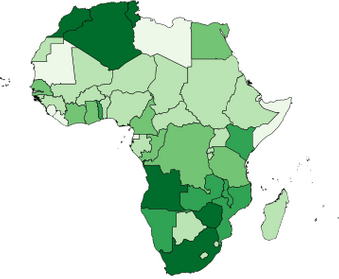
1962년 아프리카 대륙에 유럽인과 그 후손들의 지리적 분포.
100,000명 이상

프랑스 식민제국은 제2차 세계대전 때 비시 프랑스 정권이 제국을 지배하면서 몰락하기 시작했다. 그러나 식민지의 대부분은 외국 열강에 점령되었다.(인도차이나 반도에서는 일본이, 시리아, 레바논, 마다가스카르에서는 영국이, 모로코와 알제리에서는 미국과 영국이, 튀니지에서는 독일과 이탈리아) 그러나 식민지의 기지들을 발판 삼아 프랑스 본토로부터 비시 정부를 추방하는 샤를 드 골에 의해 점차 통제가 점차적으로 다시 확립되었다. 샤를 드 골은 대부분의 프랑스인들과 함께 새로운 형태로 제국을 보존하기 위해 헌신했다. 1946년 헌법에 포함된 프랑스 연합은 명목상 옛 식민제국을 대체했지만 파리 관료들은 여전히 전권을 장악하고 있었다. 식민지들은 제한된 자치권과 예산만으로 지역 의회를 주어졌다. 에볼루아(프랑스어: evolués로 알려진 엘리트 집단이 등장했는데, 이들은 해외 영토의 토박이였지만 프랑스 본토에서 살았다.
샤를 드 골은 1944년 1~2월 아프리카 브라자빌에서 자유 프랑스 식민지의 주요 회의를 소집했다. 프랑스의 생존은 이들 식민지의 지원에 달려 있었기에, 샤를 드 골은 수많은 양보를 했다. 강제 노동의 중단, 원주민에게는 적용되지만 백인에게는 적용되지 않는 특별한 법의 종식, 선출된 영토의 의회 설립, 새로운 "프랑스 연합"에서의 파리 대표, 그리고 최종적으로 프랑스 의회에서 사하라 이남 아프리카인들의 대표성을 포함시켰다. 그러나 미래의 가능성으로 독립은 명백하게 거부되었다:
식민지에서 프랑스가 달성한 문명화 작업의 끝에는 독립에 대한 관념과 제국의 프랑스 연합 밖에서 발전할 수 있는 모든 가능성이 배제되어 있다. 식민지에서의 자치 정부의 미래에도 최종적인 헌법은 거부된다.

### 갈등
프랑스는 즉시 탈식민지화 운동의 시작에 직면했다. 1945년 5월의 알제리 시위에서는 약 6,000명의 알제리인들이 살해된 것으로 추정되며 진압되었다. 1945년 11월 인도차이나 하이퐁에서 일어난 소요사태는 도시를 폭격하는 또 다른 군함이 맞닥뜨렸다. 폴 라마디에(SFIO) 내각은 1947년 마다가스카르의 말라가시 봉기를 진압했다. 프랑스 관료들은 말라가시인 사망자를 1만1000명으로 추산했으며 프랑스 군대는 8만9000명으로 추산했다.
프랑스의 아프리카 식민지에서는 1955년에 시작되어 루벤 엄뇨베가 이끄는 프랑스령 카메룬 반란을 주도하였던 카메룬 국민 연합이 2년 동안 격렬하게 탄압받았으며, 아마 100명이 사망했을 것이다.

## 연표

### 프랑스
프랑스로 부터 독립:
[[파일:{{{국기그림-1951}}}|22x20px|border |alt=리비아의 기]] 리비아 - 1951(프랑스령 지역만 포함)

 모로코 - 1955(프랑스령 지역만 포함)

 튀니지 - 1956

 기니 - 1958

말리연방 -1959(현재의 말리,세네갈)

 모리타니 - 1959

 코트디부아르 - 1960

 오트볼타 - 1960(현재의 부르키나파소)

 니제르 - 1960

 차드 - 1960

 다호메이 - 1960(현재의 베냉)

 토고 - 1960

 마다가스카르 - 1960

 중앙아프리카 공화국 - 1960

 카메룬 - 1960(프랑스령 지역만 포함)

 콩고 공화국 - 1960

 가봉 - 1960

 알제리 - 1962

 코모로 - 1975

 지부티 - 1977(탈식민지화 이후 독립)

### 영국
대영제국으로부터 독립:
 남아프리카 연방‏‎ - 1910(탈식민지화 이전에 독립)

키레나이카 토후국 - 1949(탈식민지화 이전에 독립,현재의 리비아)

 수단 - 1956

 가나 - 1960

소말릴란드국 - 1960(현재의 소말릴란드)

 탕가니카 - 1961(현재의 탄자니아)

 카메룬 - 1961(영국령 지역만 포함)

 시에라리온 - 1961

 우간다 - 1962

 나이지리아 - 1963

 케냐 - 1963

 말라위 - 1964

 잠비아 - 1964

 감비아 - 1965

 로디지아 - 1965(현재의 짐바브웨)

 보츠와나 - 1966

 레소토 - 1966

 세이셸 - 1976

 에스와티니 - 1968

### 포르투갈
포르투갈으로부터 독립:
 기니비사우 - 1974

앙골라 인민공화국 - 1975(현재의 앙골라)

모잠비크 인민공화국 - 1975(현재의 모잠비크)

 상투메 프린시페 - 1975

 카보베르데 - 1975

### 스페인
스페인으로부터 독립:
 모로코 - 1956(스페인령 지역만 포함)

 적도 기니 - 1968

### 벨기에
벨기에로 부터 독립:
콩고 공화국 (레오폴드빌) - 1960(현재의 콩고민주공화국)

 부룬디 - 1962

 르완다 - 1962

## 같이 보기
- 아프리카의 나라와 속령 목록
- 아프리카의 해